# هيو كونواي
هيو كونواي (بالإنجليزية: Hugh Conway)‏ (26 ديسمبر 1847، برستل في المملكة المتحدة - 15 مايو 1885، مونت كارلو في موناكو)؛ كاتب وروائي بريطاني.

## روابط خارجية
- هيو كونواي على موقع ميوزك برينز (الإنجليزية)